# Đinh Văn Di
Đinh Văn Di (1906 – 2 tháng 9 năm 1945) là một nhà cách mạng của Việt Nam trong thời kỳ Chiến tranh Đông Dương lần thứ nhất ông kinh qua nhiều vị trí quan trọng như Bí thư Tỉnh uỷ Nghệ An, Xứ ủy viên Xứ ủy Bắc Kỳ, Bí thư Liên Tỉnh uỷ Thanh- Nghệ -Tĩnh, Uỷ viên Ban chấp hành Trung ương Đảng cộng sản Đông Dương. Nhưng cuối cùng ông bị cho là phản bội Cách mạng.

## Thời niên thiếu
Đinh Văn Di là hậu duệ Chi 6 dòng "Đinh Văn Kim Khê", quê quán ở Kim Khê Thượng, nay là xã Nghi Long, huyện Nghi Lộc, tỉnh Nghệ An. Di là con trai của cử nhân Đinh Văn Châu và bà Lê Thị Mai, và là em út của Cử nhân Đinh Văn Thể. Đinh Văn Di có bác ruột là Tiến sĩ Đinh Văn Chất.
Trong cuộc đấu tranh chống cường quyền và xâm lược, Chi 6 này bị hai lần "tru di tam tộc" (Đinh Hồng Phiên tham gia khởi nghĩa Lê Văn Khôi thời Minh Mạng; Đinh Văn Chất chống Pháp đưa quân ra xâm lược Bắc Kỳ). Những thảm họa đó là động lực để cậu thiếu niên Đinh Văn Di noi gương tổ tiên miệt mài học tập, nung nấu chí cứu nước.

## Hoạt động cách mạng
Cuối năm 1926, Đinh Văn Di tham gia "Hưng Nam hội" và trở thành một trong những cán bộ chủ chốt của Đại tổ Tân Việt huyện Nghi Lộc. Họ tổ chức vận động nhân dân gây quỹ, lập nghiệp thương, dùng thuế chợ để làm việc có ích cho bà con; cố xúy nếp sống mới, chống cường quyền, chống sưu thuế cao. Năm 1927, Tiểu tổ Tân Việt mở "La Đình tráng học", tổ chức dạy Quốc ngữ, đọc báo Tiếng Dân, Việt Nam hồn.
Là cán bộ lãnh đạo Tỉnh bộ Tân Việt Nghệ An. Năm 1929, Đảng Tân Việt bị chính quyền thự̣c dân Pháp đàn áp. Đinh Văn Di "thợ cạo" (cắt tóc) bị Toà án Nam Triều kết án "3 năm án treo, 3 năm quản thúc". Năm 1930, Đông Dương cộng sản liên đoàn được kết nạp vào Đảng cộng sản Việt Nam, ông trở thành cán bộ Huyện uỷ Lâm thời Nghi Lộc.
Trong thời gian thụ án, Di vẫn bí mật phụ trách phong trào nông dân Bắc Nghi Lộc, tham gia diễn thuyết tại các cuộc biểu tình trong huyện; tổ chức giải vây cho các đồng chí. Tháng 8 năm 1930, Di bị chính quyền thực dân bắt bỏ tù 3 năm tại đồn Thanh Quả, nay ở huyện Thanh Chương.
Năm 1933, ra tù, Đinh Văn Di tiếp tục trong vỏ bọc là một thợ cắt tóc...đi đến các nơi thuộc hai tỉnh Nghệ An và Hà Tĩnh, tìm kiếm đồng chí, bí mật chắp nối liên lạc khôi phục lại hệ thống tổ chức Đảng ở huyện Nghi Lộc, thành phố Vinh và một số nơi khác. Ông thành lập và phụ trách Huyện uỷ Lâm thời mới ở Nghi Lộc. Năm 1934-1935. Ông cùng với những người lãnh đạo nhóm Vừng Hồng bắt liên lạc và  thống nhất hai bộ phận cộng sản Đông Dương viên trợ bộ ở Thái Lan và Ban chỉ huy hải ngoại của Đảng cộng sản Đông Dương ở Trung Quốc, ông tham gia tái lập Tỉnh uỷ lâm thời Nghệ An. Năm 1936, Ban lãnh đạo Tỉnh uỷ Nghệ An bị địch bắt, các đồng chí trong tù viết thư động viên Đinh Văn Di triệu tập hội nghị thành lập Tỉnh uỷ lâm thời mới. Ngày 13 tháng 9 năm 1936, Tỉnh uỷ lâm thời Nghệ An và Huyện uỷ Nghi Lộc đã họp tại làng Đông Chữ, huyện Nghi Lộc cử ra Ban chấp hành thống nhất của Đảng bộ Nghệ An do Đinh Văn Di làm Bí thư, ông được của vào Sài Gòn dự Hội nghị Ban chấp hành Trung ương năm 1937. Trở về từ Hội nghị này, ông chut trì một Đại hội của Tỉnh uỷ Nghệ An tại làng Đông Chữ nhằm thảo luận một số vấn đề của Nghị quyết Trung ương. Đại hội đã bầu ra Ban Chấp hành Tỉnh ủy mới trong đó, Di được chọn làm Bí thư. Tháng 9 năm 1937, ông được cử ra Hà Nội chuẩn bị cho việc thành lập Xứ uỷ Trung Kỳ. Tháng 10 cùng năm, ông báo cáo nội dung Hội nghị Ban chấp hành Trung ương trong một Hội nghị mở rộng của Tỉnh ủy Nghệ An.
Thang 3 năm 1938, Hội nghị Ban chấp hành Trung ương ở Sài Gòn đưa ra quyết định thành lập Xứ uỷ Trung Kỳ do Lê Duẩn làm Bí thư, Đinh Văn Di tổ chức và sáp nhập Liên Tỉnh uỷ Thanh- Nghệ-Tĩnh vào Đảng bộ Trung Kỳ. Tháng 5-1938, được bầu làm Bí thư Liên Tỉnh ủy Thanh-Nghệ-Tĩnh.
Thời kỳ 1936-1939, trong bối cảnh thế giới tập trung ngăn ngừa thảm họa phát xit, Đảng Cộng sản Đông Dương tranh thủ đường lối của Mặt trận bình dân của Pháp, chuyển hướng chỉ đạo chiến lược, tập trung vào mục tiêu chống phát xít, chống chiến tranh, chống phản động thuộc địa và tay sai, đòi tự do và hòa bình. Trong thời gian này, Đinh Văn Di đã thực hiện việc củng cố thống nhất Đảng bộ với "Tổ chức Vừng Hồng" cùng với các thành viên trong ban lãnh đạo (Tỉnh ủy) thông qua hoạt động cắm trại của thanh niên ở Cửa Lò, hội buôn "Gánh hàng xuân", những ngày kỷ niệm lịch sử của Cộng hòa Pháp, và nhiều hình thức tuyên truyền đường lối của Đảng Cộng sản Đông Dương.
Trong thời gian Đinh Văn Di được Trung ương giao nhiệm vụ thành lập Ban lãnh đạo Liên Tỉnh ủy Thanh Nghệ Tĩnh, phong trào cách mạng cả ba tỉnh đều lớn mạnh; quần chúng được tập hợp lại tham gia các phường hội, mít tinh biểu tình,..vv. Chính nhờ vậy, giữa năm 1945, khi một số ít đảng viên vượt ngục trở về các tỉnh Thanh Hóa, Nghệ An và Hà Tĩnh thành lập Ban vận động Việt minh đều được đông đảo quần chúng hưởng ứng.

## Cuối đời
Cuối năm 1939, Toàn quyền Đông Dương tìm mọi cách để giải tán Đảng Cộng sản. Đinh Văn Di cũng bị triệu hồi. Xét thấy mật thám Pháp ráo riết bám sát, không thể hoạt động được và để bảo vệ Đảng, Đinh Văn Di đã nhắn tin báo tổ chức rằng mình bị bệnh nặng không hoạt động được, chỉ có thể trợ giúp về mặt "tài chính" cho Đảng. Tuy nhiên người nhận tin lại không hiểu hàm ý của ông và cho rằng ông đã từ bỏ sứ mệnh của Đảng và phản bội Cách mạng.
Từ năm 1940 đến năm 1945: Không có chứng cứ, lại được anh họ là Đinh Văn Chấp "hỗ trợ" nên Đinh Văn Di "được" trả tự do. Trong tình trạng bị mật thám Pháp giám sát chặt chẽ, Đinh Văn Di vừa chống mật thám "khai thác thông tin" vừa tham gia hoạt động thu thuế chợ, cứu giúp đỡ bà con. Đồng thời ông tổ chức các lớp học, sáng tác thơ ca cố động cho phong trào truyền bá quốc ngữ, giệt trừ giặc dốt.
Khi Nhật Bản đảo chính Pháp, Đinh Văn Di muốn tiếp tục hoạt động nhưng những người nghi ngờ ông đã từ chối.
Đinh Văn Di bị chính quyền Cách mạng bắt vào tháng 8 và qua đời vào ngày 2 tháng 9 năm 1945.

## Dư luận
Một số tài liệu chính thống cho rằng, Đinh Văn Di đã bị mật thám của Pháp là Nguyễn Văn Trí tức Trí Ngao thuyết phục làm tay sai cho trùm mật thám Trung Kỳ Paul Humbert. Di cung cấp nhiều tin tức và tài liệu bí mật của Đảng cho Sở liêm phóng Vinh trong thời gian dài từ năm 1936 đến Cách mạng tháng Tám. "Có thể nói hoạt động của Di là nguy hiểm vì nó đánh từ trong đánh ra."
Năm 2009, được sự giúp đỡ của một nhà báo nhiệt thành và giàu tâm đức, một quả nghiên cứu được đăng trên Tạp chí Văn hóa Nghệ An. Nhưng ngay sau bài đầu tiên "Đinh Văn Di, ông là ai?" thì bị dừng lại.